# Ultimo Rodini
Ultimo Rodini (Cremona, 13 gennaio 1908 – ...) è stato un calciatore italiano, di ruolo difensore.

## Carriera
Detto anche Rodini I, debutta in massima serie con il Verona nella stagione 1928-1929, disputando 29 gare.
In seguito gioca con i gialloblu una partita nel campionato di Serie B 1929-1930.
Al termine della stagione 1934-1935 viene messo in lista di trasferimento dalla Soresinese.